# Sinndar
Sinndar (1997-2018) était un cheval de course pur-sang anglais irlandais appartenant à l'Aga Khan et entraîné par John Oxx, vainqueur du Prix de l'Arc de Triomphe 1999.

## Carrière de courses

Casaque de l'écurie Aga Khan

Sinndar à l'automne de ses 2 ans, par une victoire dans un maiden disputé au Curragh, aux dépend d'un certain Media Puzzle, troisième et futur vainqueur de la Melbourne Cup. Il retrouve ce même hippodrome seulement quinze jours plus tard alors qu'il s'aligne au départ des  National Stakes, dont le favori est le Coolmore Bernstein, annoncé comme un champion depuis qu'il a survolé un groupe  3 en juin. Mais c'est bien Sinndar qui s'impose, d'une tête devant l'outsider Murawwi. L'écurie Aga Khan tient son candidat pour les classiques de printemps.  
De retour en avril, il s'incline d'un rien dans une listed préparatoire au Derby : ce sera la seule défaite de sa carrière, puisqu'il se rattrape vite en remportant les Derby Trial Stakes, prélude à sa participation au Derby d'Epsom. Il en est le quatrième favori, dans une course où la plupart des grandes écuries alignent leur meilleur espoir : Sakhee, qui vient de remporter les Dantes Stakes pour Godolphin, Beat Hollow pour Juddmonte Farms, et pour Coolmore Aristotle, vainqueur du Racing Post Trophy à 2 ans. Il ne manque à l'appel que l'invaincu Fasliyev, meilleur 2 ans européen en 1999, dont une blessure a eu précocément raison de sa carrière, et King's Best, qui a devancé un certain Giant's Causeway à l'arrivée des 2000 Guinées. C'est Sinndar qui l'emporte, réglant à la lutte Sakhee, tandis que le troisième, Beat Hollow, est relégué à cinq longueurs. On ne le sait pas encore, mais on vient de voir un duel entre les deux futurs vainqueurs du Prix de l'Arc de Triomphe. 
Sinndar assoit sa suprématie sur la distance classique quelques semaines plus tard en devenant le treizième poulain à réussir le doublé Derby d'Epsom / Irish Derby. Cette fois, pas de lutte, il perd ses adversaires en route, parmi lesquels Holding Court, le lauréat du Prix du Jockey Club, et gagne par neuf longueurs. Laissé au repos tout l'été, il arrive en France avec le Prix de l'Arc de Triomphe en ligne de mire. Pour s'y préparer, il remporte le Prix Niel, sans faire de détails là non plus : 8 longueurs sanctionnent sa supériorité.  
Aucun poulain n'ayant remporté le Derby d'Epsom et Irish Derby n'a été couronné dans le Prix de l'Arc de Triomphe : Nijinsky, Troy, Shahrastani, Kahyasi et Generous s'y sont essayé, ils ont échoué. En outre, sur la route de Sinndar se dresse le tenant du titre, le champion Montjeu, invaincu depuis le début de la saison. Face à lui également, le champion allemand Samum, invaincu, la lauréate du Prix Vermeille Volvoreta et celle du Prix de Diane Egyptband. C'est un tout petit Arc, sur le plan de la quantité : ils sont seulement dix au départ, en incluant le dénommé Raypour, le leader de l'écurie Aga Khan, chargé de rythmer l'épreuve pour Sinndar. Et l'épreuve est rythmée : cette édition est très rapide (2'25"80), et Sinndar s'impose nettement devant les deux pouliches Egyptband et Volvoreta, et Montjeu, bien battu. Ce triplé exceptionnel Derby / Irish Derby / Arc, inédit, lui vaut naturellement le titre de meilleur 3 ans européen, n'étant battu que par Giant's Causeway (qui a enquillé cinq groupe 1 en deux mois et demi) pour le titre de cheval européen de l'année. Timeform lui délivre un rating de 135, et le FIAH en fait le numéro 2 mondial de l'année avec un rating de 132, derrière Dubaï Millennium (134). N'ayant plus rien à prouver selon les dires de son entourage, Sinndar se retire au haras. 

### Résumé de carrière
| Date         | Hippodrome   | Pays        | Course                    | Statut      | Distance    | Jockey      | Place       | Écart       | Vainqueur ou deuxième |
| 1999, 2 ans  | 1999, 2 ans  | 1999, 2 ans | 1999, 2 ans               | 1999, 2 ans | 1999, 2 ans | 1999, 2 ans | 1999, 2 ans | 1999, 2 ans | 1999, 2 ans           |
| ------------ | ------------ | ----------- | ------------------------- | ----------- | ----------- | ----------- | ----------- | ----------- | --------------------- |
| 5 septembre  | Curragh      | Irlande     | Maiden                    | Maiden      | 1 600 m     | J. Murtagh  | 1er / 13    | 1 ½         | Rainbow And Gold      |
| 19 septembre | Curragh      | Irlande     | National Stakes           | Gr. 1       | 1 600 m     | J. Murtagh  | 1er / 9     | tête        | Murawwi               |
| 2000, 3 ans  |              |             |                           |             |             |             |             |             |                       |
| 16 avril     | Leopardstown | Irlande     | Ballysax Stakes           | Listed      | 2 000 m     | J. Murtagh  | 2e / 5      | tête        | Grand Finale          |
| 14 mai       | Leopardstown | Irlande     | Derby Trial Stakes        | Gr. 3       | 2 000 m     | J. Murtagh  | 1er / 4     | tête        | Bach                  |
| 10 juin      | Epsom        | Royaume-Uni | Derby d'Epsom             | Gr. 1       | 2 400 m     | J. Murtagh  | 1er / 15    | 1           | Sakhee                |
| 2 juillet    | Curragh      | Irlande     | Irish Derby               | Gr. 1       | 2 400 m     | J. Murtagh  | 1er / 11    | 9           | Glyndebourne          |
| 10 septembre | Longchamp    | France      | Prix Niel                 | Gr. 2       | 2 400 m     | J. Murtagh  | 1er / 6     | 8           | Crimson Quest         |
| 1er octobre  | Longchamp    | France      | Prix de l'Arc de Triomphe | Gr. 1       | 2 400 m     | J. Murtagh  | 1er/ 10     | 1 ½         | Egyptband             |

## Au haras

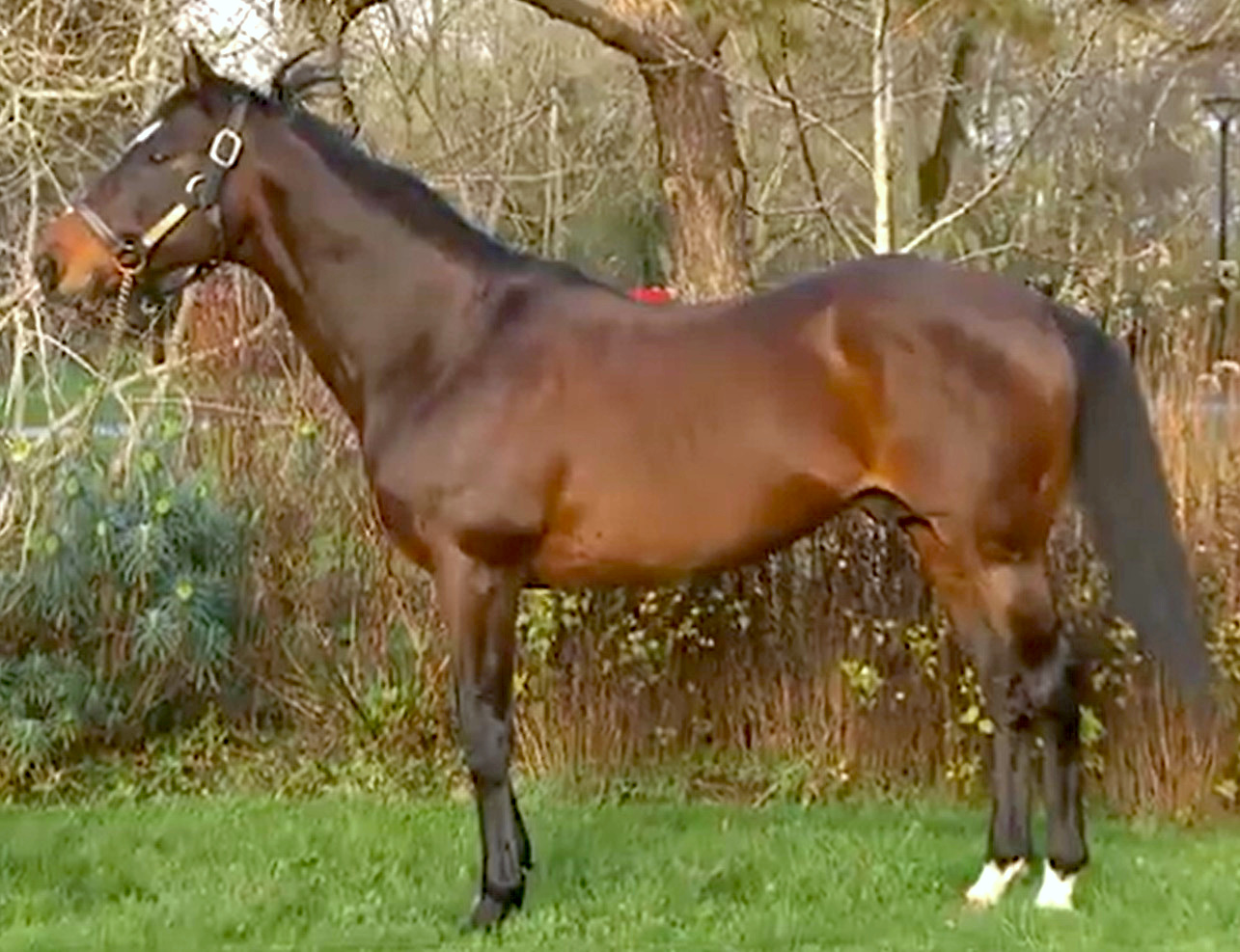
Sinndar en 2016

Retiré après sa septième victoires en huit courses, Sinndar devient étalon et fait la monte en France, chez son propriétaire. Son prix de saillie s'élève alors à 20 000 €, mais son succès est relatif et ses services sont proposés en 2016 à 3 500 €. Il est toutefois le père de plusieurs lauréats de Groupe 1, dont Youmzain, qui termina trois fois deuxième de l'Arc, un fait d'armes unique en son genre, Shawanda (Irish Oaks, Prix Vermeille, et mère de Encke, un fils de Kingmambo lauréat du St. Leger) ou Shareta (Yorkshire Oaks, Prix Vermeille). Il est également le père de mère de Flotilla (par Mizzen Mast, lauréate de la Poule d'Essai des Pouliches et de la Breeders' Cup Juvenile Fillies Turf) et du champion Calandagan (par Gleneagles), vainqueur du Grand Prix de Saint-Cloud et des King George VI & Queen Elizabeth Stakes, deuxième des International Stakes, des Champion Stakes, du Dubaï Sheema Classic et de la Coronation Cup. Sinndar est retiré de la monte en 2017 et meurt l'année suivante.

## Origines
Le père de Sinndar est Grand Lodge, un étalon brillant disparu prématurément, mais qui donna une dizaine de lauréats de groupe 1 sur plusieurs continents, parmi lesquels : Grandera (Prince of Wales's Stakes, Irish Champion Stakes, Singapore Cup), Indian Lodge Prix du Moulin de Longchamp, de la Forêt) ou encore la sœur de Dylan Thomas, Queen's Logic (Cheveley Park Stakes). 
Côté maternel, Sinndar possède un papier signé Aga Khan, mais sans performers remarquables. Sa mère est une fille de Lashkari, qui s'adjugea la Breeders' Cup Turf et d'une jument appartenant à la famille 13-c, celle de Frizette, Tourbillon, Seattle Slew, Dahlia et bien d'autres. 

### Pedigree
| Origines de Sinndar (IRE), mâle bai né en 1997 | Origines de Sinndar (IRE), mâle bai né en 1997 | Origines de Sinndar (IRE), mâle bai né en 1997 | Origines de Sinndar (IRE), mâle bai né en 1997 |
| ---------------------------------------------- | ---------------------------------------------- | ---------------------------------------------- | ---------------------------------------------- |
| Père Grand Lodge                               | Chief's Crown                                  | Danzig                                         | Northern Dancer                                |
| Père Grand Lodge                               | Chief's Crown                                  | Danzig                                         | Pas de Nom                                     |
| Père Grand Lodge                               | Chief's Crown                                  | Six Crowns                                     | Secretariat                                    |
| Père Grand Lodge                               | Chief's Crown                                  | Six Crowns                                     | Chris Evert                                    |
| Père Grand Lodge                               | La Papagena                                    | Habitat                                        | Sir Gaylord                                    |
| Père Grand Lodge                               | La Papagena                                    | Habitat                                        | Little Hut                                     |
| Père Grand Lodge                               | La Papagena                                    | Magic Flute                                    | Tudor Melody                                   |
| Père Grand Lodge                               | La Papagena                                    | Magic Flute                                    | Filigrana                                      |
| Mère Sinntara                                  | Lashkari                                       | Mill Reef                                      | Never Bend                                     |
| Mère Sinntara                                  | Lashkari                                       | Mill Reef                                      | Milan Mill                                     |
| Mère Sinntara                                  | Lashkari                                       | Larannda                                       | Right Royal                                    |
| Mère Sinntara                                  | Lashkari                                       | Larannda                                       | Morning Calm                                   |
| Mère Sinntara                                  | Sidama                                         | Top Ville                                      | High Top                                       |
| Mère Sinntara                                  | Sidama                                         | Top Ville                                      | Segaville                                      |
| Mère Sinntara                                  | Sidama                                         | Stoyana                                        | Abdos                                          |
| Mère Sinntara                                  | Sidama                                         | Stoyana                                        | Bielka (famille 13-c)                          |